# Pante Macassar (Verwaltungsamt)
| \| Pante Macassar \| |
| Pante Macassar       |

| Pante Macassar |

Pante Macassar (Pante Makassar, tetum Pante Makasar) ist ein osttimoresisches Verwaltungsamt (portugiesisch Posto Administrativo) in der Sonderverwaltungsregion Oe-Cusse Ambeno im Westteil von Timor. Der Sitz der Verwaltung befindet sich in Pante Macassar.

## Geographie

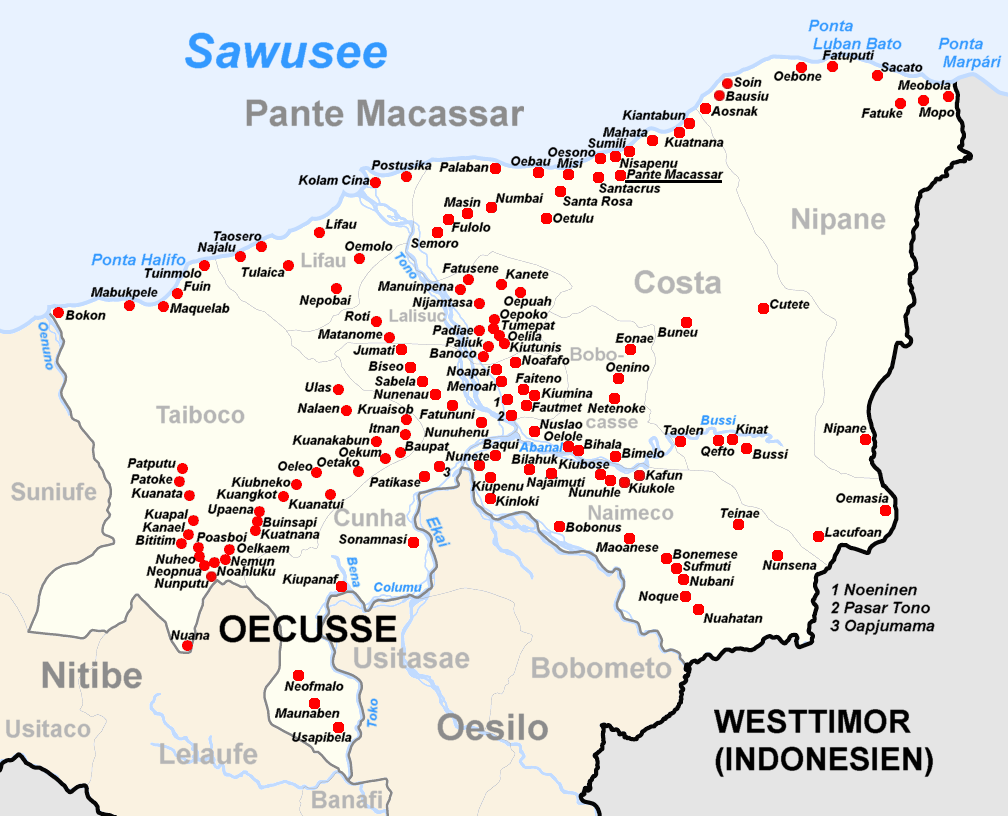
Der Subdistrikt Pante Macassar

Bis 2014 wurden die Verwaltungsämter noch als Subdistrikte bezeichnet. Vor der Gebietsreform 2015 hatte Pante Macassar eine Fläche von 357,30 km². Nun sind es 356,56 km².
Das Verwaltungsamt Pante Macassar teilt sich in acht Sucos: Bobocasse (Bobocasae, Bobocase), Costa, Cunha, Lalisuc (Lalisuk), Lifau, Naimeco, Nipane (Nipani) und Taiboco.

Klimadaten
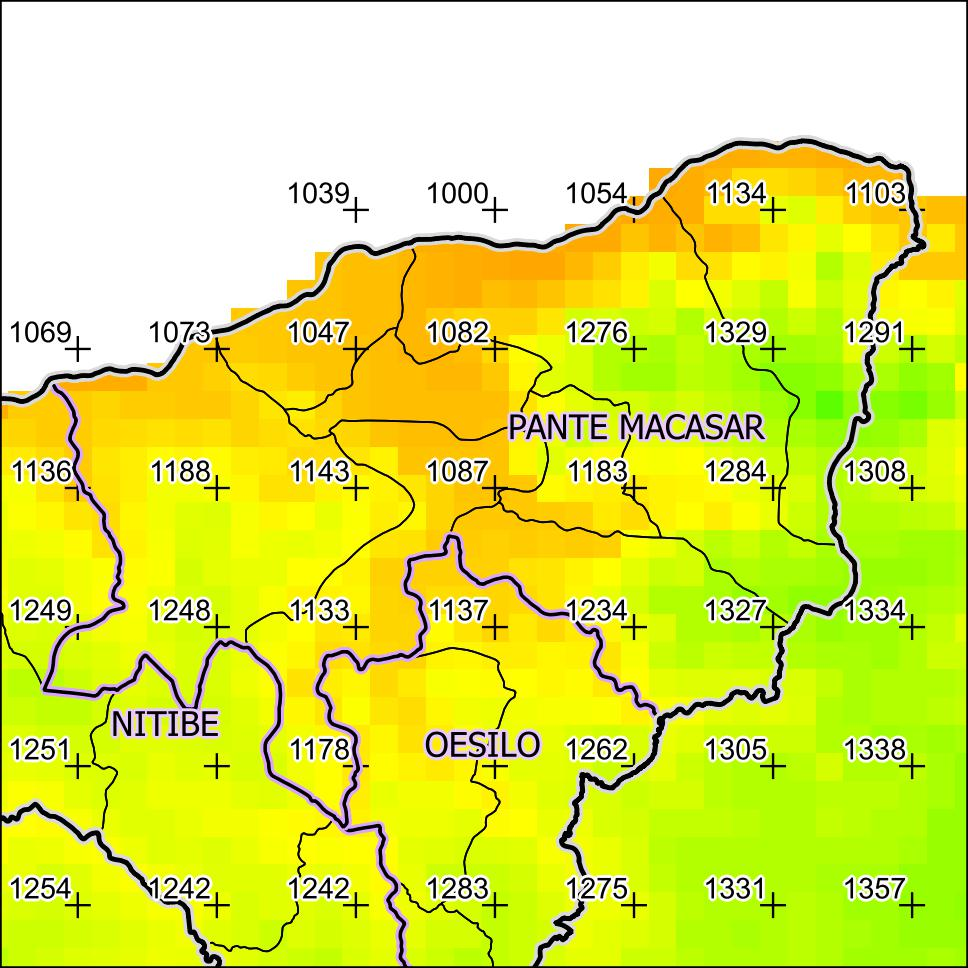
Jährliche Niederschlagsmenge (2000)
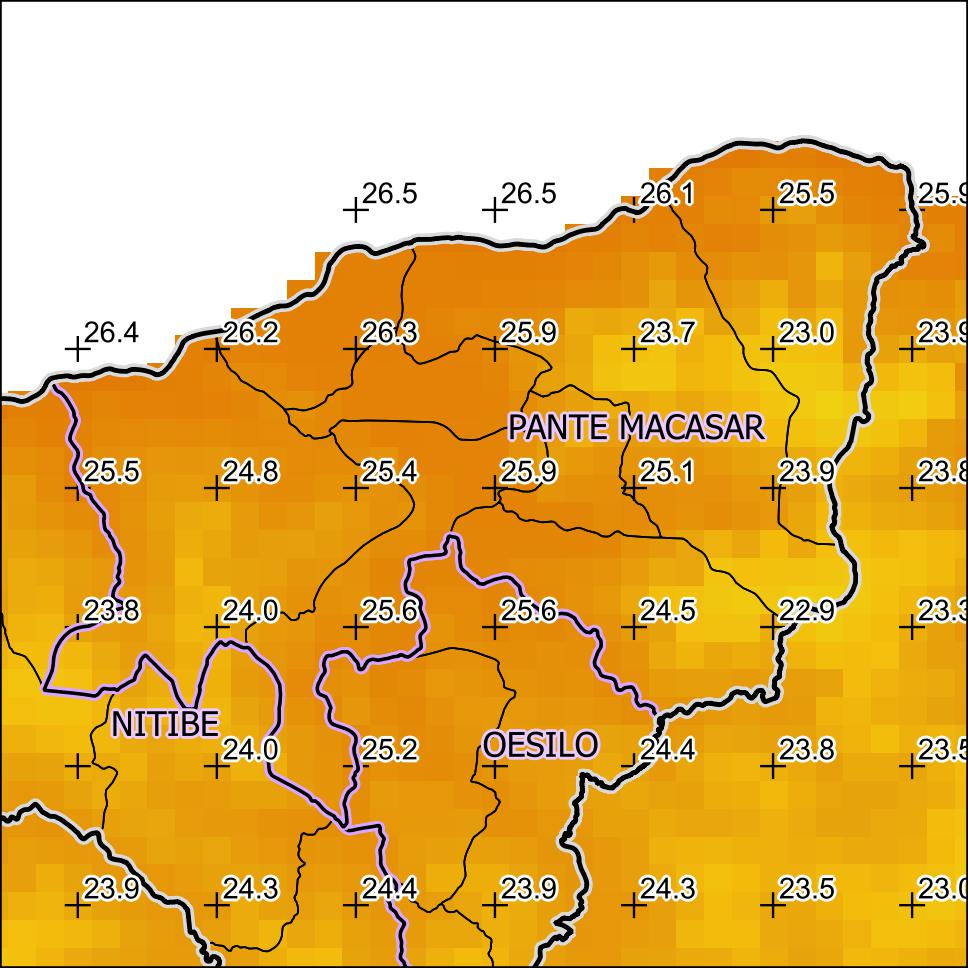
Jahresdurchschnitts-temperatur (2000)
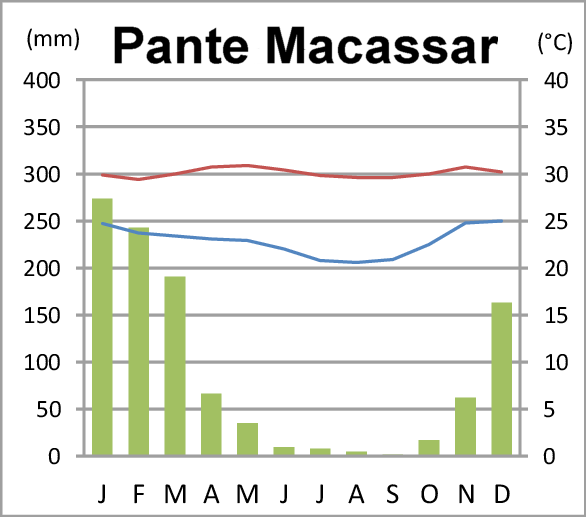
Klimadiagramm von Pante Macassar

## Einwohner

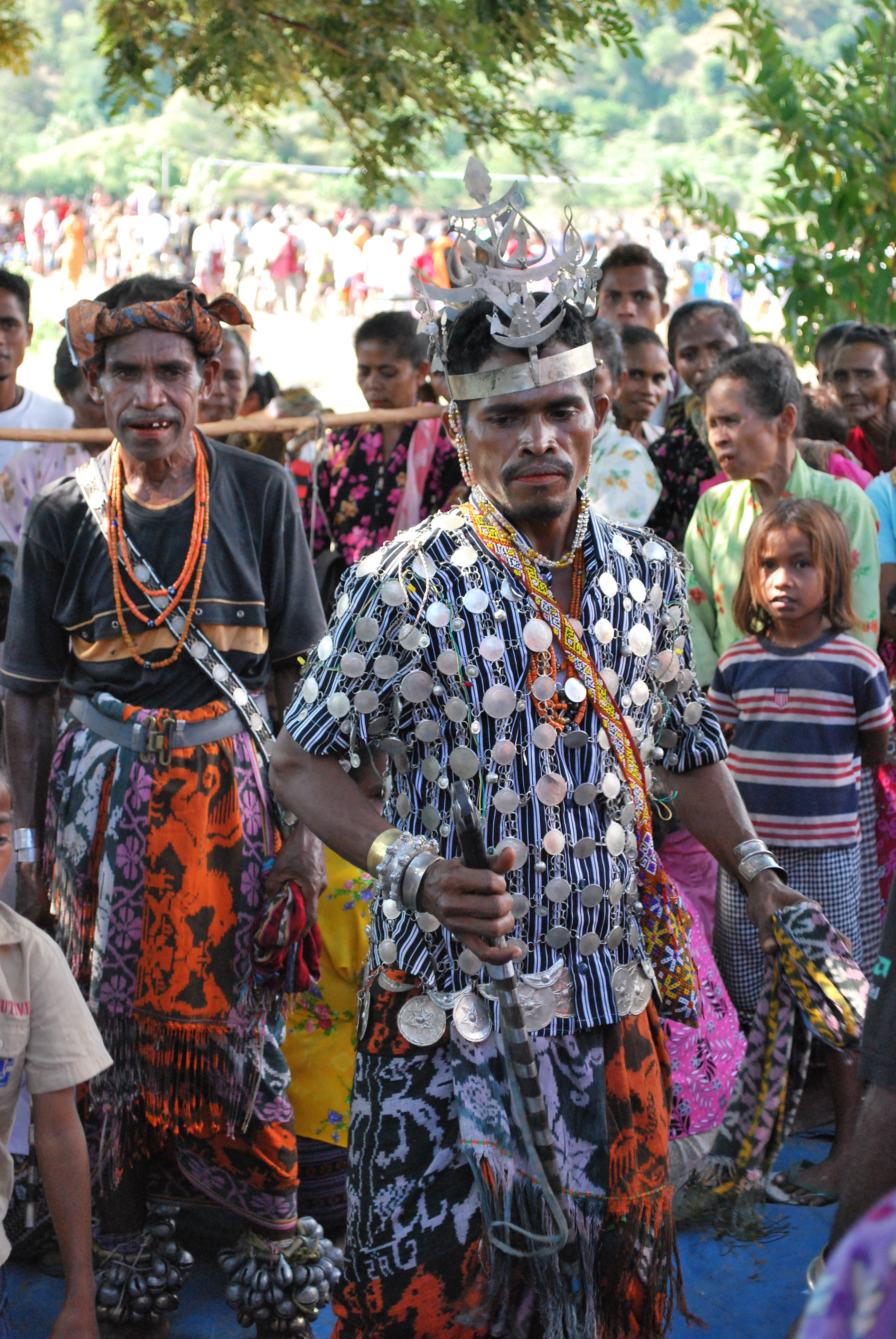
Beim Bso'ot-Tanz in Oekum

Pante Macassar hat 45.145 Einwohner (2022), davon sind 23.027 Männer und 22.388 Frauen. Im Verwaltungsamt gibt es 9.970 Haushalte. Die größte Sprachgruppe bilden die Sprecher der Nationalsprache Baikeno. Der Altersdurchschnitt beträgt 19,0 Jahre (2010, 2004: 19,2 Jahre).

## Geschichte

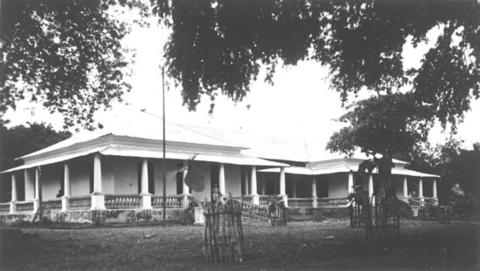
Eine Schule in „Oekussi“ (1930er-Jahre)

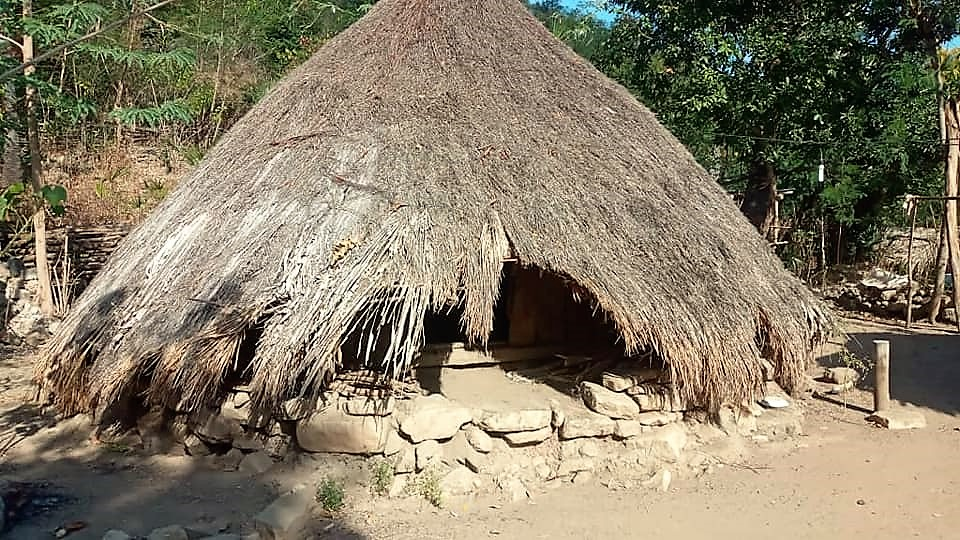
Wohnhütte in Pante Macassar (2021)

1556 gründeten Dominikaner zur Sicherung des Handels mit Sandelholz den Ort Lifau, 6 km westlich des heutigen Ortes Pante Macassar. Von 1702 bis 1769 war Lifau Verwaltungssitz von Portugiesisch-Timor. Es lag im Gebiet des Reichs von Oecussi, das seinen Sitz in Oesono hatte. Das Reich wurde von Topasse regiert. Die Topasse waren Nachfahren von portugiesischen Soldaten, Seeleuten und Händlern, die Frauen von Solor heirateten. Sie bestimmten maßgeblich die Entwicklungen auf Timor im 17. und 18. Jahrhundert. 1769 waren die Portugiesen gezwungen ihre koloniale Hauptstadt nach Dili zu verlegen.
Während der Rebellion in Cová (1868–1871) unterstützte Oecussi die Portugiesen. Im Mai 1912 kam es aber während der großen Rebellion von Manufahi auch in Oecussi zum Aufstand gegen die Kolonialherren. Mit Unterstützung durch das Kanonenboot Pátria konnte der Aufstand niedergeschlagen werden.
In den Wirren der letzten Monate der portugiesischen Herrschaft über Osttimor besetzte Indonesien die Exklave Oe-Cusse Ambeno bereits am 6. Juni 1975. Als schließlich die FRETILIN am 28. November 1975 Osttimor für unabhängig von Portugal erklärte, wurde bereits am Tag darauf die indonesische Flagge in Pante Macassar gesetzt. Die Invasion in das restliche Osttimor begann am 7. Dezember 1975.
Während der Unruhen von 1999, die dem Unabhängigkeitsreferendum folgten, war Pante Macassar Ziel pro-indonesischer Milizen, unterstützt vom indonesischen Militär. 65 Zivilisten, die Unterstützer der Unabhängigkeit waren, wurden erhängt, die Stadt Pante Macassar bis auf zwei Kirchen niedergebrannt.

## Politik

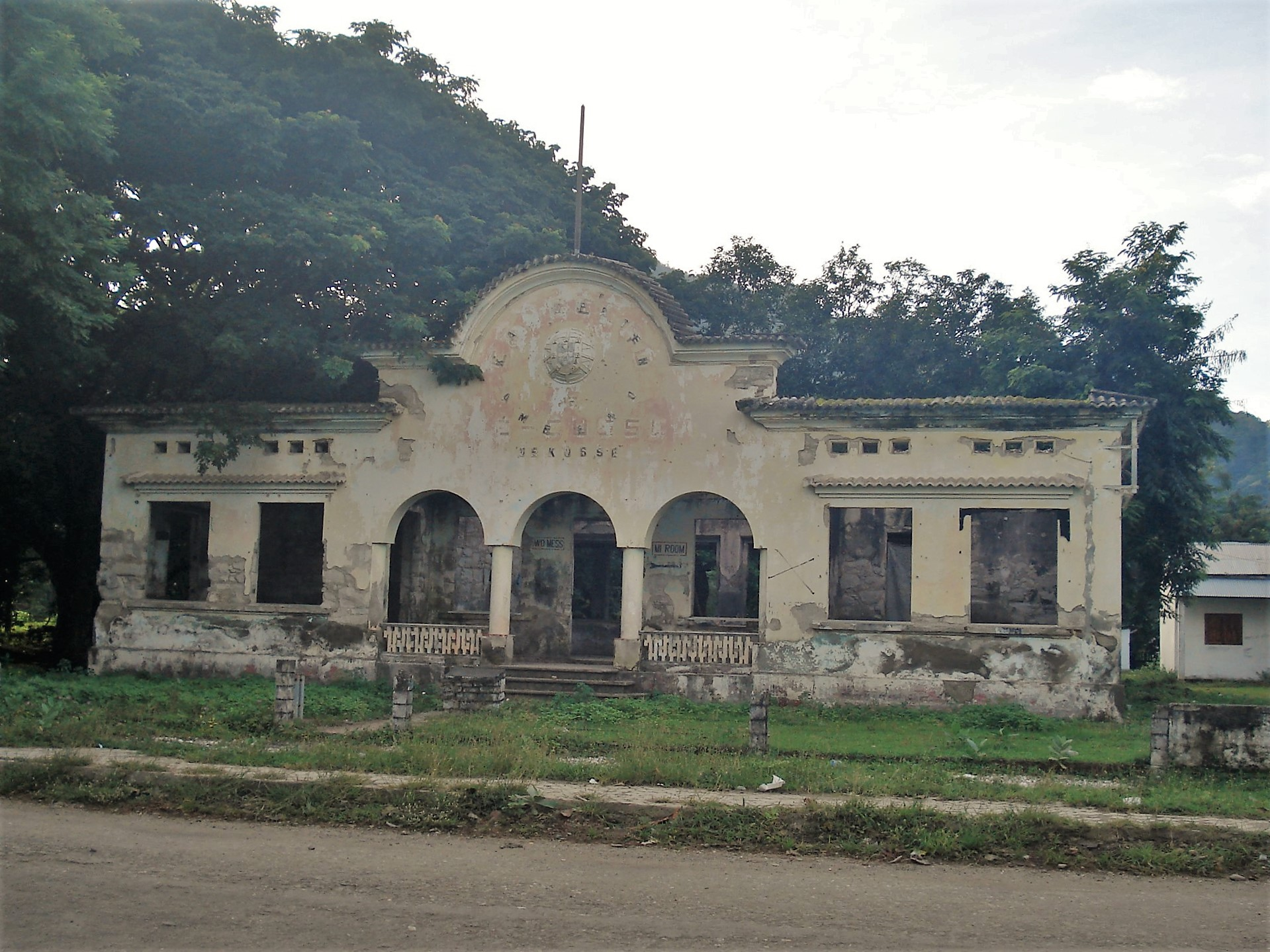
Ruine des Sitzes der Kolonialverwaltung

Nach den Wahlen 2004/2005 wurde Jose „Camada“ Martins von der Landesregierung Osttimors zum Administrator des damaligen Subdistrikts Pante Macassar ernannt. 2014 war Constancio Suni Administrator.

## Wirtschaft

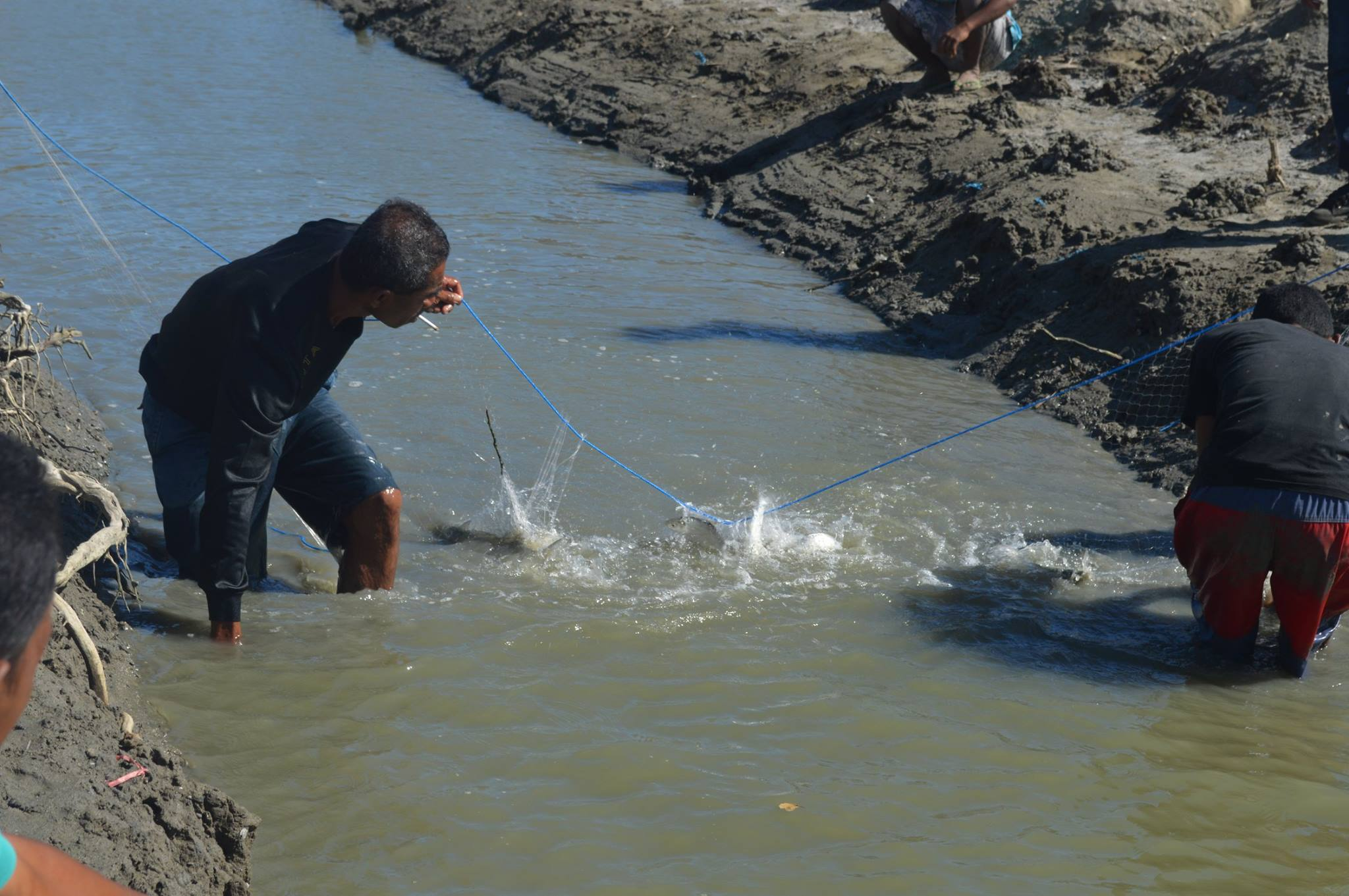
Fischer in einem kleinen Kanal

69 % der Haushalte in Pante Macassar verfügen über Kokospalmen, 64 % bauen Maniok an, 61 % Gemüse, 73 % Reis, 79 % Mais und 14 % Kaffee.